# Metallbett

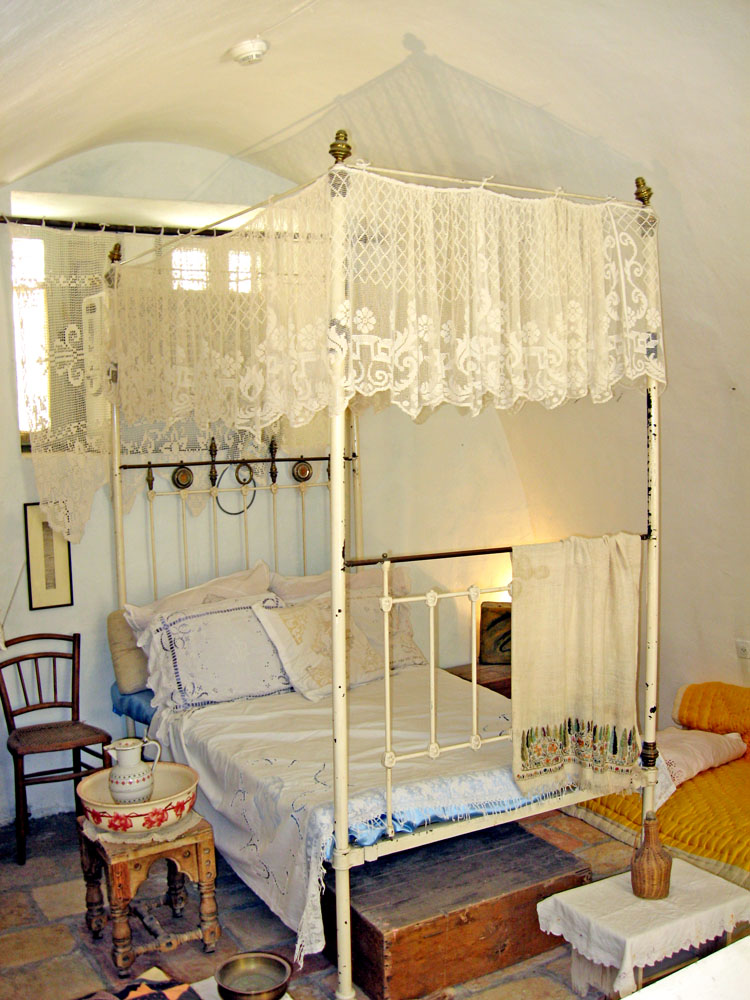
Metallbett mit Betthimmel

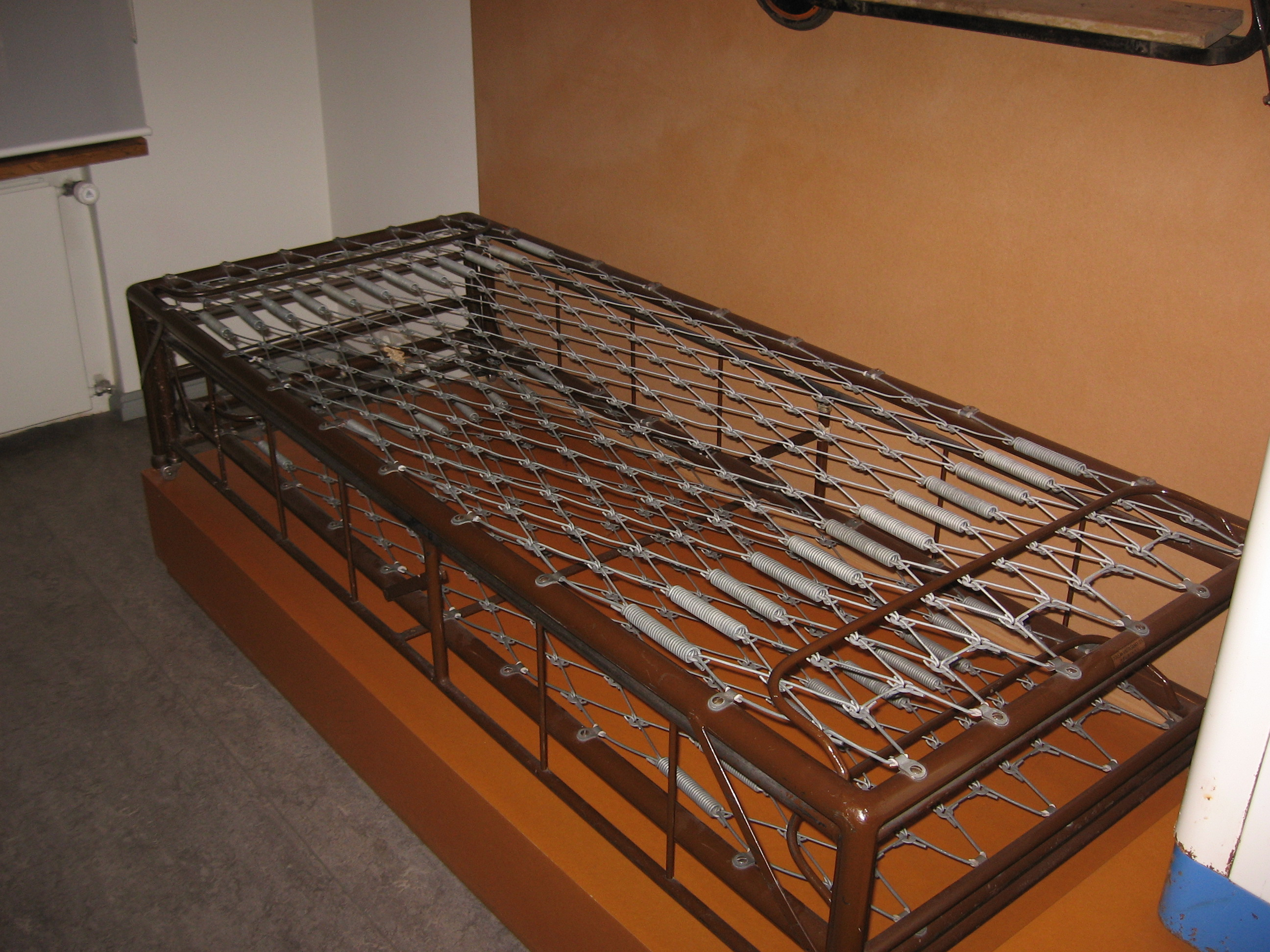
Stählerne Bespannung eines Betts, wie sie in Finnland zwischen 1932 und 1964 hergestellt wurden

Ein Metallbett ist eine spezielle Form eines Betts. Es unterscheidet sich gegenüber anderen Betten oft durch den optischen Aspekten, die sich insbesondere in der Gestaltung des Rahmens äußern. Ein Metallbett hat meist ein Kopf- und Fußteil, die in ihrer Form die Charakteristika der Metallbetten darstellen. Nicht selten zeichnen sich diese beiden Elemente durch kunstvoll geschwungene Bögen aus. Vor allem älteren Metallbetten haben keinen Lattenrost, sondern es ist eine metallische Verspannung mit dem Rahmen verbunden.
Im Hinblick auf Hygienevorschriften und die Möglichkeit der Sterilisation des ganzen Bettes werden Metallbetten auch im Klinik- und Pflegebereich eingesetzt.